# Herman (Nebraska)
Herman è un comune degli Stati Uniti d'America, situato nello Stato del Nebraska, nella contea di Washington.